# 尾崎行信
尾崎 行信（おざき ゆきのぶ、1929年4月19日 - 2014年3月9日）は、日本の裁判官、弁護士。最高裁判所裁判官を務めた。位階は正三位。
明治から戦後まで衆院議員を務め「憲政の神様」と呼ばれた政治家・尾崎行雄の孫である。戦時中に祖父が起訴された尾崎不敬事件で、一審は有罪だったが大審院では逆転無罪となった時に「戦争中のひどい時代に立派な判決を出す人がいる」と感銘を受けたという。

## 略歴
三重県出身。尾崎行雄と繁の二男・彦麿の長男として生まれる。旧制成蹊高等学校（23回生）を経て、1953年に東京大学法学部卒業。
- 1955年4月、弁護士登録（第一東京弁護士会所属）
- 1975年4月、第一東京弁護士会副会長
- 1989年4月、第一東京弁護士会会長および日本弁護士連合会副会長
- 1994年2月、最高裁判所判事
- 1999年4月、最高裁判所判事退官
- 1999年4月、弁護士再登録（第一東京弁護士会）
- 1999年6月 - 2004年6月、日興証券株式会社（株式会社日興コーディアルグループ）監査役ならびに株式会社セイコーエプソン監査役
- 1999年7月、学校法人大阪経済大学理事
- 2001年11月、勲一等瑞宝章受章[4]。
- 2002年3月、学校法人成蹊学園理事
- 2004年10月、株式会社UFJ銀行社外取締役、同 業務監視委員会委員長[5]

嘱託尋問調書の証拠能力を否定したロッキード事件「丸紅ルート」の大法廷判決、靖国神社などへの玉串料の公費支出を違憲とした愛媛県靖国神社玉串料訴訟の大法廷判決に関わったほか、裁判長として「がん告知義務訴訟」などの判決に携わった。
2014年3月9日、誤嚥性肺炎のため東京都内の病院で死去。満84歳没。